# Francesco Radio
Francesco Radio (Bau Haren, 13 agosto 1953) è un allenatore di calcio ed ex calciatore italiano, di ruolo centrocampista.

## Carriera
Debutta in Serie C con l'Imperia nel 1971, e dopo un anno in Serie D con il Foligno, torna in terza serie con la maglia dell'Empoli.
Nel 1975 debutta in Serie B con la Sambenedettese disputando 21 gare e nei due anni successivi è in Serie C con il Benevento. Dal 1978 al 1981 gioca in Serie C1 con la Turris.
In seguito torna ad Empoli dove vince il campionato di Serie C1 1982-1983 e disputa altre due stagioni in Serie B per un totale di 66 presenze; passa infine alla Ternana in Serie C1 ed al Sorrento, dove termina la carriera da professionista nel 1987.

## Palmarès

### Giocatore

#### Competizioni nazionali
- Serie C1: 1

Empoli: 1982-1983